# Blesmes
Blesmes é uma comuna francesa na região administrativa de Altos da França, no departamento de Aisne. Estende-se por uma área de 9,7 km². Em 2010 a comuna tinha 466 habitantes (densidade: 48 hab./km²).